# フランツ・アンドレ
フランツ・アンドレ（Franz André, 1893年6月10日 - 1975年1月20日）は、ベルギーの指揮者。

## 生涯
ブリュッセルの生まれ。ブリュッセル王立音楽院でヴァイオリンを学んだあと、ベルリンに留学してフェリックス・ワインガルトナーの薫陶を受けた。1912年にブリュトナー管弦楽団に入団。1923年に帰国して母校のブリュッセル王立音楽院でヴァイオリンを教え、ブリュッセル放送が創設したアンサンブルにも参加した。1935年にベルギー国立放送協会がオーケストラを作った時に、その初代首席指揮者となり、1958年までその任を全うした。1951年から1964年までエリザベート王妃国際音楽コンクールの伴奏指揮を受け持っている。
ブリュッセルにて死去。